# Microglanis robustus
Microglanis robustus är en fiskart som beskrevs av Ruiz och Shibatta 2010. Microglanis robustus ingår i släktet Microglanis och familjen Pseudopimelodidae. Inga underarter finns listade i Catalogue of Life.